# Peperomia portobellensis
Peperomia portobellensis är en pepparväxtart som beskrevs av Pehr Johan Beurling. Peperomia portobellensis ingår i släktet peperomior, och familjen pepparväxter. Inga underarter finns listade i Catalogue of Life.